# Środa
Środa (skrót śr.) – dzień tygodnia między wtorkiem a czwartkiem.
Według normy ISO-8601 jest trzecim dniem tygodnia. 
W tradycji biblijnej – chrześcijańskiej i żydowskiej, gdzie za pierwszy dzień tygodnia uznawana jest niedziela, środa jest dniem czwartym. Tradycja ta wpłynęła na nazewnictwo w wielu językach:
- nazwy w językach słowiańskich wywodzą się od słowa środek, gdyż przy założeniu, że niedziela jest dniem pierwszym, środa wypada dokładnie w środku tygodnia[4][5][6][7]: środa, cz. středa, ros. среда (srieda), serb.-chorw. srijeda, stanowi ona także środek tygodnia roboczego (nie licząc weekendu);
- analogicznie niem. Mittwoch < Mitte ‛środek’ + Woche ‛tydzień’;
- natomiast port. quarta-feira ‛czwarty targ’ i gr. τετάρτη ‛czwarta’ pochodzą od liczby cztery.

Łacińska nazwa dies Mercurii (dzień Merkurego) wpłynęła na nazewnictwo innych języków europejskich: np. hiszp. miércoles, fr. mercredi. W językach germańskich nazwa pochodzi od imienia Odyna: np. ang. Wednesday < Woden’s Day, niem. do X w. Wodanstag.